# おきなわ文学賞
おきなわ文学賞（おきなわぶんがくしょう）は、公益財団法人沖縄県文化振興会が主催する日本の文学賞。2005年に創設された。

## 概要
小説、シナリオ・戯曲、随筆、詩、琉歌、短歌、俳句、漫画の各部門について、未発表の作品が募集されている。県民の文学作品を広く公募し推奨することによって、沖縄の文学活動を奨励するとともに県民文化の振興に役立てることを目的としている。応募資格は、沖縄県に住所をもつ者（県内の学校・企業・団体に在学または勤務する者を含む）や県外・海外在住の沖縄県出身者などとされている。小説／シナリオ・戯曲部門では、一席（沖縄県知事賞）受賞者に賞金10万円と賞状が、二席（沖縄県文化振興会理事長賞）受賞者に賞金5万円と賞状が、佳作入選者に記念品と賞状が贈られる。随筆／詩／短歌／俳句部門では、一席（沖縄県知事賞）受賞者に賞金7万円と賞状が、二席（沖縄県文化振興会理事長賞）受賞者に賞金3万円と賞状が、佳作入選者に記念品と賞状が贈られる。沖縄県、沖縄タイムス社、琉球新報社、琉球放送、NHK沖縄放送局などが後援している。